# Sonja Bašić
Pour les articles homonymes, voir Basic.
Sonja Bašić, née le 26 novembre 1987 à Zagreb, est une handballeuse internationale croate.

## Carrière
Sonja Bašić s'engage avec le Metz Handball pour le début de l'année 2015, en provenance du Lokomotiva Zagreb, pour pallier notamment la blessure de Tamara Horacek et l'absence à venir pour opération de Grâce Zaadi. En avril 2015, quelques jours après avoir annoncé son transfert la saison suivante pour le club hongrois de Vác, elle prend une part importante dans la victoire en coupe de France avec cinq buts inscrits en finale face au HBC Nîmes (victoire 24-24, 4 tirs au but à 2),.
Après deux saisons dans le club hongrois du Váci NKSE, elle contacte le Nantes Loire Atlantique Handball pour retrouver son compagnon Senjamin Burić, pivot au HBC Nantes et y signe un contrat pour la saison 2017-2018. Mais à peine arrivée, on lui diagnostique une hernie discale, ce qui l'éloigne du terrain.

### Vie privée
Elle est la fille de Mirko Bašić, gardien de but de la Yougoslavie, avec laquelle il a notamment été champion olympique en 1984 et champion du monde en 1986, puis du HB Vénissieux 85 et de l'OM Vitrolles au tournant des années 1990.
En 2018, elle se marie avec Senjamin Burić puis accouche de leur bébé.

## Palmarès
- vainqueur du Championnat de Croatie en 2004 et 2014 avec Lokomotiva Zagreb
- vainqueur de la Coupe de Croatie en 2014 avec Lokomotiva Zagreb
- vainqueur de la Coupe de Macédoine en 2013 avec Metalurg Skopje
- vainqueur de la coupe de France en 2015 avec Metz Handball

### En équipe nationale
- 7e place aux Jeux olympiques 2012 à Londres,  Royaume-Uni
- 13e place au Championnat d'Europe 2012,  Serbie
- 13e place au Championnat d'Europe 2014,  Hongrie /  Croatie
- 16e place au Championnat d'Europe 2016,  Suède